# Рябченко Василь Сергійович
Василь Сергійович Рябченко (нар. 23 липня 1954, Одеса, СРСР) — український живописець, графік, фотохудожник, автор об'єктів та інсталяцій. Один із ключових художників сучасного українського мистецтва і «Нової української хвилі».

## Біографія

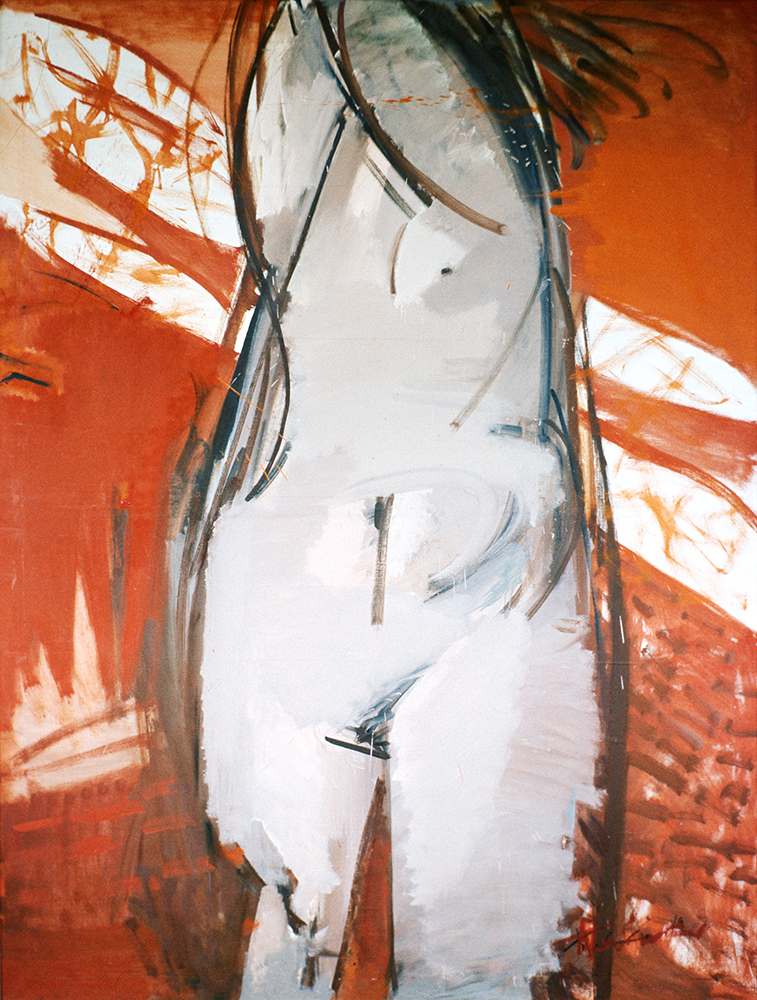
«Дафна», 200 х 150 см, полотно, олія, 1989 (Одеський національний художній музей)

Василь Рябченко народився 23 липня 1954 року в Одесі в сім'ї радянського художника-графіка Сергія Рябченка.
Художню освіту починає у 1966 році в художній школі, розташованій на території Одеського художнього училища. У 1969 році вступає до Одеського художнього училища ім. М. Б. Грекова на відділення живопису.
З 1974 по 1976 — навчання як вільного слухача в ЛВХПУ ім. Мухіної у Ленінграді, а після повернення в Одесу — знайомство та дружба із Валентином Хрущем й одеськими «нонконформістами».
У 1978 — 1983 роках навчався в Одеському державному педагогічному інституті ім. К. Д. Ушинського на художньо-графічному факультеті, де його викладачами були Зінаїда Борисюк та Валерій Гегамян.
З 1987 — член Спілки художників СРСР, згодом — Національної спілки художників України. Цього періоду виникає одеська група художників — Сергій Ликов, Олена Некрасова, Олександр Ройтбурд, Василь Рябченко — маловідома в «офіційному» середовищі Спілки художників та не пов'язана із середовищем неофіційним — «нонконформістським», яка наприкінці 1980-х провела дві великі резонансні виставки «Після модернізму 1» та «Після модернізму 2» у просторі державної установи Одеського художнього музею. Тематика, сюжети робіт, їх масштабні формати поклали початок нового напряму образотворчого мистецтва Одеси. До цього періоду відносяться живописні роботи: «Берег невиявлених персонажів» (1989), «Червона кімната» (1988), «Жертва» (1989), «Смерть Актеона» (1989), диптих «Ловці» (1989), «Метод спокуси» (1990) та інші.
У проміжку між двома вищезгаданими, відбулася виставка «Нові фігурації» в Одеському літературному музеї, до участі в якій були залучені молоді художники Києва. Це стало початком інтеграції «Одеської групи» у контекст актуального на той період загальноукраїнського артруху. З цією виставкою пов'язані роботи Рябченко: «Відмова від благодаті» та «Любов — не любов» (обидві 1988).
Василь Рябченко одним з перших починає працювати в жанрі інсталяції. Першою роботою цього напряму стала «Гойдалки для пеньків» для кураторського проекту Єжи Онуха «Степи Європи» (1993). Надалі були створені інсталяції «Великий Бембі» (1994), «Посвята мадам Рекам'є» (1994), «Принцеса» (1996), «Академія холоду» (1998) та інші. З початку 1970-х художник активно експериментує із фотографією. Основними сюжетами спочатку були непостановочні натюрморти із побутових предметів, пізніше — фотофіксація імпровізацій за участі предметів та людського тіла, у компонуванні яких художник використовує «порожнистість» та асиметрію, властиву східної традиції. За цикл цих фотографій, об'єднаних в проекті «Naked Dream» (1995), отримує премію та звання «Кращий художник України» за підсумками першого всеукраїнського Артфестивалю «Золотий перетин» 1996 року. Цього ж року започатковує творче об'єднання «Арт Лабораторія».
Живе та працює в Одесі.

## Творчість

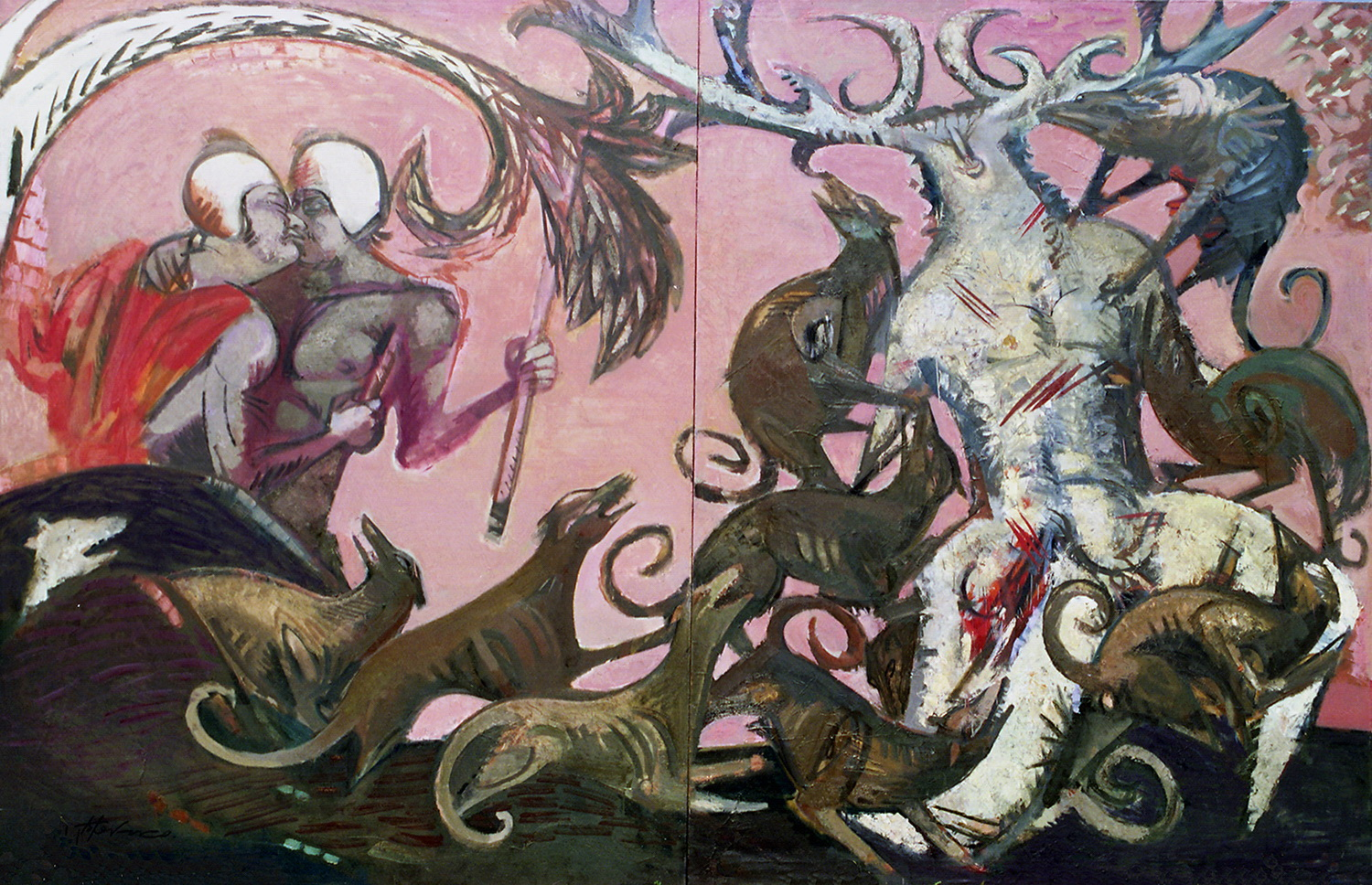
«Смерть Актеона», 200 х 300 см, холст, олія, 1989

Володимир Левашов виділяє кілька періодів у творчості Василя Рябченка. Ранні роботи художника, що відносяться до 1970-м-початку 1980-х років, відрізняються синтезом «західного» і «східного» підходів до живопису — майже «англійським» аристократичним аскетизмом мови, що органічно перетікає в китайський «танець пензля», стриманість врівноважується свободою і легкістю.

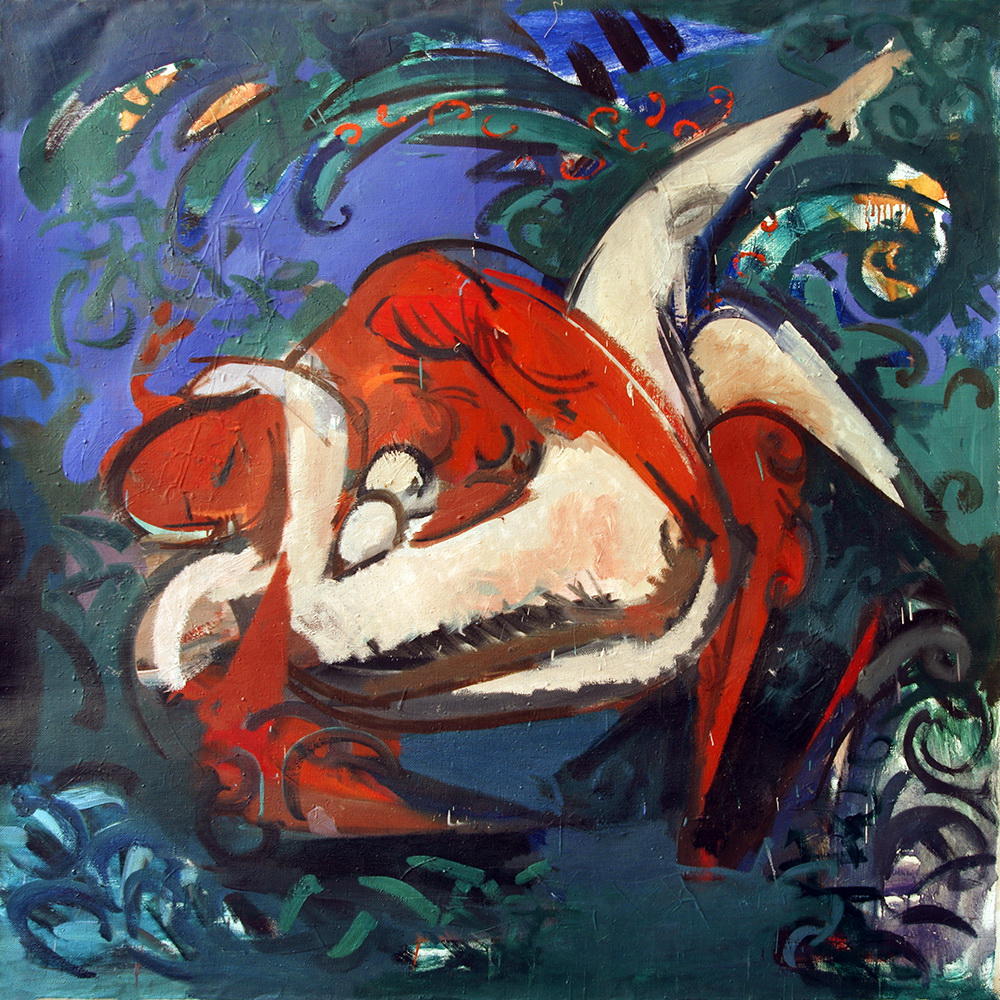
«Обійми», 110 х 110 см, полотно, олія, 1986

У другій половині 1980-х Василь Рябченко переймається ідеями трансавангарду. Але якщо в цілому український трансавангард тяжів до естетики бароко, роботи Рябченко цього часу можна позначити як «нове рококо». Для «трансавангардного» періоду художника характерні програмна пустотність, вивірений естетизм, легковажна грайливість і механістична комбінаторика. Як приклад робіт другої половини 1980-х років — «Коти», сюжет про двох котів-суперників. В подальшому варіанті, написаному в період фінального загострення відносин між двома наддержавами, що призвели до розпаду СРСР, сюжет поміняв свій смисловий контекст за рахунок зміни розміру, колориту, манери написання і назви — «Залякування».
«Лінія рококо» простежується і в наступних роботах Рябченка, аж до зроблених останнім часом. Однак вони стають більш емоційними і злегка заплутаними, в них з'являються нотки ірраціоналізму і занепокоєння. Пасторальна безпечність починає поступатися місцем рефлексії і наростаючого драматизму.

## Про художника
|  | Творчість одеського художника Василя Рябченка належить до найяскравіших явищ «нової української хвилі», що перекодувала розвиток вітчизняного малярства, залучивши його до постмодерних практик, наповнила його новими образами та новою неоднозначною художньою мовою, де змішалися між собою цитати з історії мистецтва, вільна авторська фантазія, іронія та гротесковість. |

 — Галина Скляренко, мистецтвознавець.
|  | Василь Рябченко в своїх творах є медіатором об'єктивної пустотности за законами краси. Причому фігуративність не применшує, а посилює цю інтенцію. Для втілення вакууму художник примножує витонченість рокайля, стилізованість модерну і розкіш великосвітського бароко на абсолютну деконструкцію міфологічних смислів. |

 — Михайло Рашковецький, мистецтвознавець.

## Обрані виставки

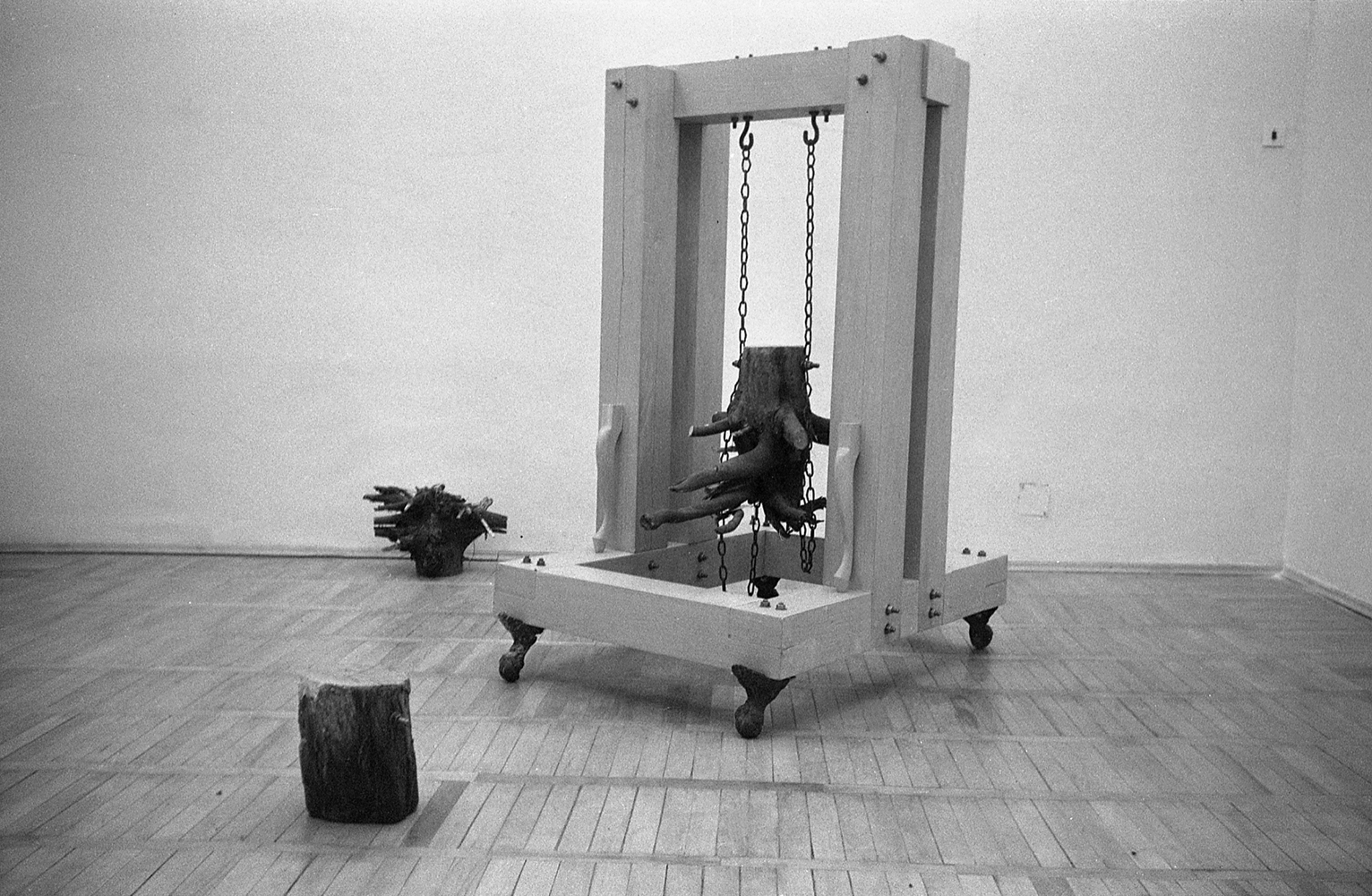
Василь Рябченко. Інсталяція "Гойдалка для пеньків" на виставці "Випадкова виставка", Центр сучасного мистецтва "Тірс", Одеса, 1993 рік. Автор фото Василь Рябченко

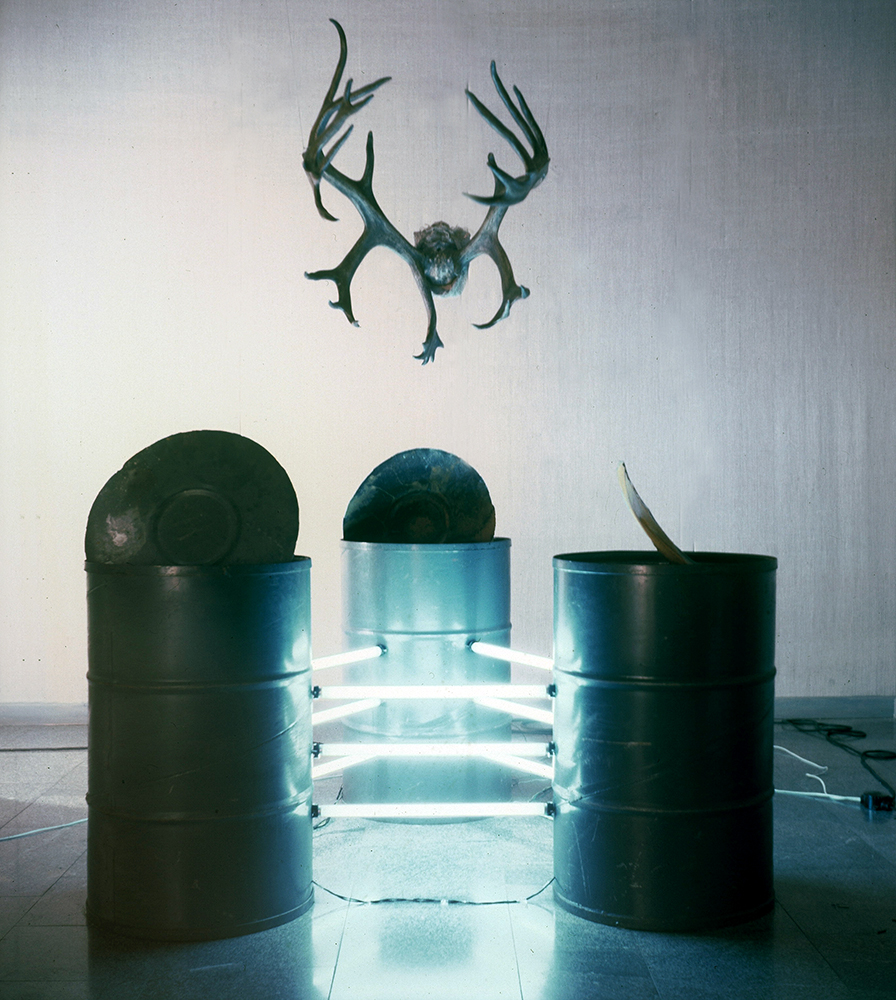
Інсталяція Василя Рябченка «Великий Бембі» на виставці «Простір культурної революції», Український Дім, Київ, 1994. Автор фото Василь Рябченко

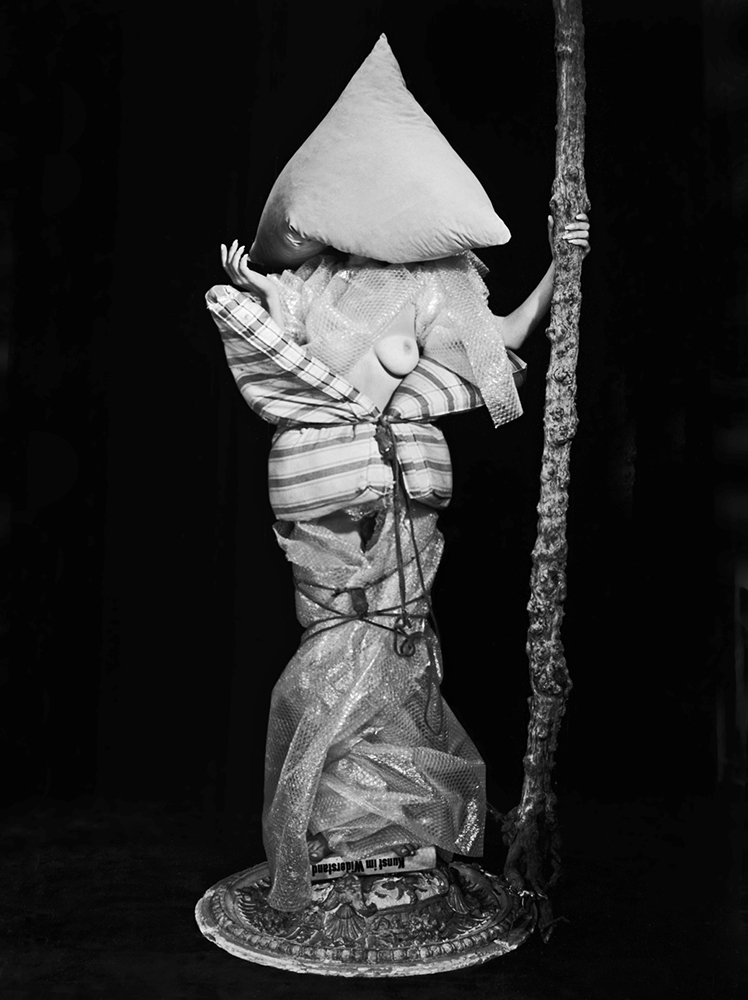
«Naked Dream», фотографія (1995)

Перелік виставок за даними сайта художника (станом на 2024 рік):
- 2024:
  - Протагоністи. Живописний заповідник. Паризька комуна / Український дім, Київ, Україна[17]
- 2022:
  - Unfolding Landscapes / Kunst(Zeug)Haus, Рапперсвіль-Йона, Швейцарія[18]
  - Unfolding Landscapes / Королівський музей мистецтва та історії, Брюссель, Бельгія[19]
  - Unfolding Landscapes / Art Centre Silkeborg Bad, Сількеборг, Данія[20]
- 2020:
  - Strange Time / Міжнародна виставка сучасного мистецтва у віртуальному просторі[21]
- 2017:
  - Салон зацькованих / Музей морського флоту України, Одеса, Україна[22]
  - Холодна віра / Invogue Gallery, Одеса, Україна[23]
- 2016:
  - Дух часу / Zenko Art Foundation, Татарів, Україна[24]
  - Рецепт для утопії / Інститут проблем сучасного мистецтва, Київ, Україна[25]
  - Лихі 90-ті / Музей сучасного мистецтва Одеси, Одеса, Україна[26]
  - Ergo sum. Виставка автопортретів / Галерея Дукат, Київ, Україна[27]
  - Три покоління українських митців в колекції Тетяни і Бориса Гриньових / ЄрміловЦентр, Харків, Україна[28]
- 2015:
  - Enfant Terrible. Одеський концептуалізм / Національний художній музей України, Київ, Україна[29]
  - Музейне зібрання. Українське сучасне мистецтво 1985—2015 / Мистецький арсенал, Київ, Україна[30]
- 2014:
  - Український пейзаж / Мистецький арсенал, Київ, Украина[31]
- 2013:
  - Одеська школа. Традиції та актуальність / Мистецький арсенал, Київ, Україна[32]
- 2012:
  - Міф. Українське бароко / Національний художній музей України, Київ, Україна
  - Сучасні українські художники / ЄрміловЦентр, Харків, Україна[33]
- 2011:
  - Незалежні / Мистецький Арсенал, Київ, Україна
- 2010:
  - Топ-10 сучасних художників Одеси / Hudpromo Gallery, Одеса, Україна[34]
  - Зіркові війни / Артцентр Олександра Коробчинського, Одеса, Україна[35]
  - Живопис 60-х–90-х рр.з колекції МСМ «Совіарт» / ЦСМ «Совіарт», Київ, Україна[36]
- 2009:
  - Restart / Морський Арт-Термінал, Одеса, Україна[37]
  - Українська Нова Хвиля / Національний художній музей України, Київ, Україна
- 2008:
  - Сучасне мистецтво Одеси / Музей сучасного мистецтва Одеси, Одеса, Україна[38][39]
  - Ювілейна виставка до 70-річчя ОООНСХУ / Центральний Будинок Художника, Київ, Україна[40]
- 2004:
  - Прощавай, зброє / Мистецький Арсенал, Київ, Україна[41]
- 2003:
  - Перша колекція / Центральний Будинок Художника, Київ, Україна[42]
- 2000:
  - Часткове затемнення / Французький культурний центр, Белград, Югославія
  - Позитивна реакція / Музей Західного та Східного мистецтва, Одеса, Україна
- 1999:
  - Пінакотека / Український дім, Київ, Україна
- 1998:
  - Month of photography / Братислава, Словаччина
  - Поза графіки / Одеський Художній Музей, Одеса, Україна
  - Академія холоду / Одеський Художній Музей, Одеса, Україна[43][44]
  - Сторони / галерея «Карась», Київ, Україна[45]
  - Two days and two nights / Фестиваль сучасної музики, Одеса, Україна[46]
  - Всеукраїнська молодіжна виставка / Центральний Будинок Художника, Київ, Україна
- 1997:
  - Фотосинтез / Дирекція виставок Спілки Художників України, Київ, Україна
- 1996:
  - Фантом опера / Театр юного глядача, Одеса, Україна[47]
  - Погляд з варенням / Центр Сучасного Мистецтва, Києво-Могилянська академія, Київ, Україна
  - Золотий перетин / Виставка претендентів на звання «Кращий художник 1996 року», Український Дім, Київ, Україна
  - Товарний фетишизм / Український Дім, Київ, Україна
  - Naked Dream / галерея «Бланк Арт», Київ, Україна
  - Сімейний альбом / Центр Сучасного Мистецтва, Києво-Могилянська академія, Київ, Україна
  - Синтетична художня реклама / галерея «Карась», Київ, Україна[48]
  - Батискаф-1 / Міжнародний симпозіум / Палац Моряків, Одеса, Україна
  - Учасники APT фестиваля / Музей Західного та Східного мистецтва, Одеса, Україна
  - Two days and two nights / Фестиваль сучасної музики, Одеса, Україна[49]
- 1995:
  - Кабінет доктора Франкенштейна / Дім вчених, Одеса, Україна[50]
  - Аналіз крові / Дирекція виставок Спілки Художників, Київ, Україна
  - Синдром Кандинського / Краєзнавчий музей, Одеса, Україна[51]
  - Two days and two nights / Центр сучасного мистецтва «Тірс», Одеса, Україна
- 1994:
  - Вільна зона / Одеський Художній Музей, Одеса, Україна
  - Простір культурної революції / Український Дім, Київ, Україна[52][53]
  - Страшне — любовне / Центр сучасного мистецтва «Тірс», Одеса, Україна[54]
  - Продовження традицій / Одеський Художній Музей, Одеса, Україна
  - Lux ex tenebris / Центр сучасного мистецтва «Тірс», Одеса, Україна[55]
- 1993:
  - Grafik aus Odessa / Муніципальна галерея, Розенхайм, Німеччина
  - Випадкова виставка / Центр сучасного мистецтва «Тірс», Одеса, Україна[56]
  - Степи Європи / Центр сучасного мистецтва «Замок Уяздовський», Варшава, Польща[57]
  - Діаспора / Центральний Будинок Художника, Москва, Росія
- 1991:
  - Kunst aus Odessa / Galerie im Alten Rathaus, Прін-ам-Кімзе, Німеччина
  - The Glory and Modernity of Odessa / Йокогама, Японія
  - Украинський живопис ХХ століття / Національний Художній Музей України, Київ, СРСР
- 1990:
  - Вавилон[ru] / Центральний Палац Молоді, Москва, СРСР
  - Після модернізму 2 / Одеський Художній музей, Одеса, СРСР[58]
  - Avec Cezanne, avec Van Gogh pour la montagne Sant Victore… / Марсель, Франція
  - Совіарт. Три покоління українського живопису 60-80 років / Оденсе, Данія
  - Совіарт. Три покоління українського живопису 60-80 років / Торговельно-Промислова палата, Київ, СССР
- 1989:
  - Після модернізму 1 / Одеський Художній музей, Одеса, СРСР[59]
  - Нові фігурації / Літературний музей, Одеса, СРСР
- 1988:
  - Всесоюзна виставка молодих художників[ru] / Манеж, Москва, СРСР[60]
- 1973 - 1989 — учасник регіональних, республіканських, всесоюзних, зарубіжних виставок

## Колекції
Музеї
- Художній музей Зіммерлі в університеті Рутгерса (Нью-Джерсі, США)
- Удмуртський республіканський музей образотворчих мистецтв (Іжевськ, Росія)[62]
- Національний художній музей України (Київ, Україна)
- Музей сучасного мистецтва України (Київ, Україна)[63]
- Одеський художній музей (Одеса, Україна)
- Музей сучасного мистецтва Одеси (Одеса, Україна)[64]
- Сумський обласний художній музей ім. Н. Онацкого (Суми, Україна)
- Чернігівський обласний художній музей (Чернігів, Україна)
- Міністерство культури України (Київ, Україна)
- Дирекція виставок Національної Спілки Художників України (Київ, Україна)
- Центр сучасного мистецтва «Совіарт» (Київ, Україна)
- Запоріжський обласний художній музей (Запоріжжя, Україна)
- Черкаський художній музей (Черкаси, Україна)
- Музей сучасного українського мистецтва Корсаків (Луцьк, Україна)

Приватні колекції (обрані)
Abramovych Foundation, Grynyov Art Collection. Voronov Art Foundation, Галерея сучасного мистецтва NT-Art, тощо

## Галерея

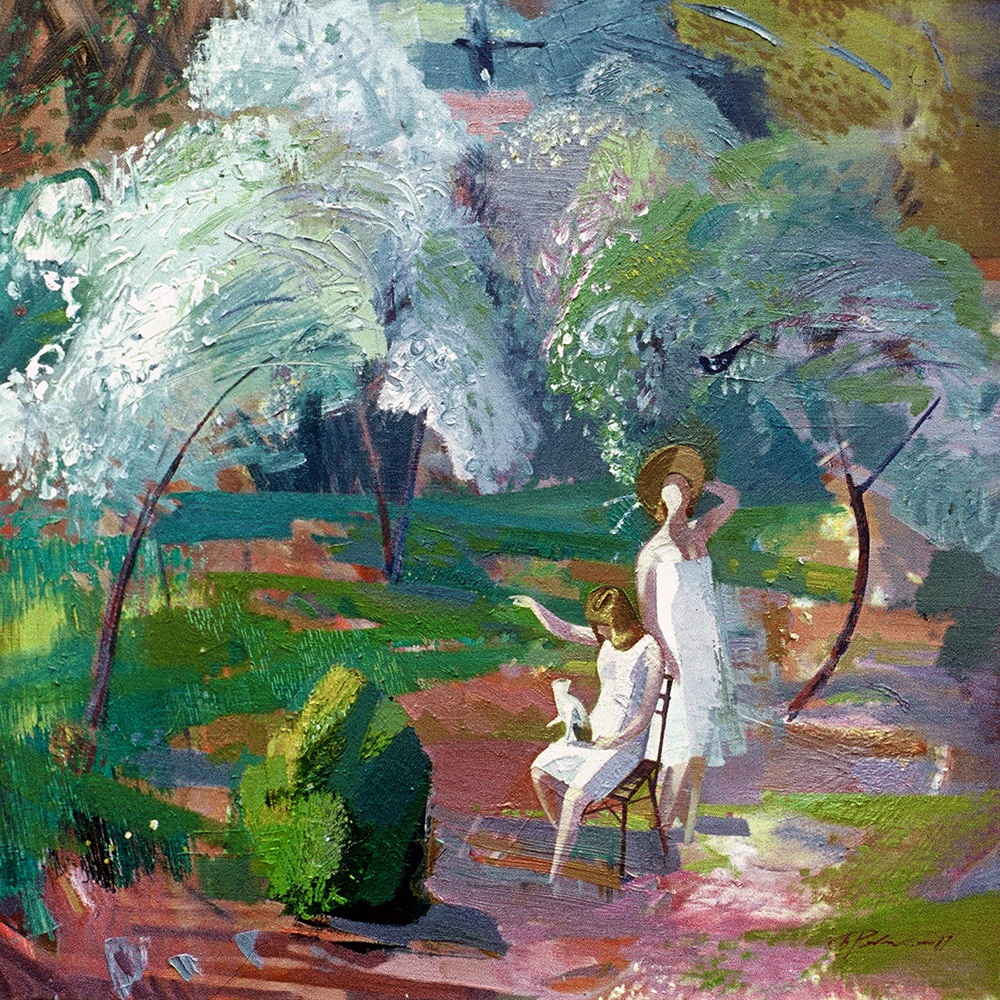
"Пора цвітіння", 70 х 75, см, полотно, олія, 1987
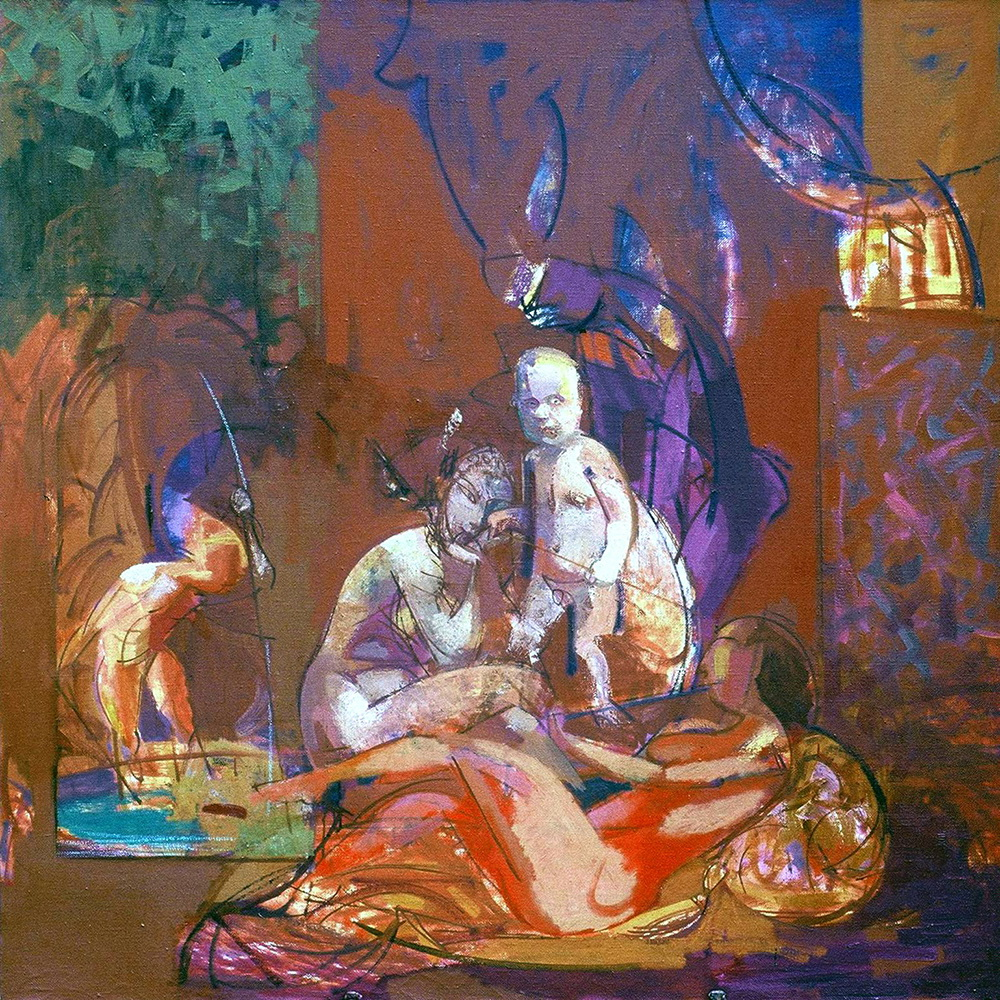
"Виховання Балбесіна", 110 х 110, см, полотно, олія, 1987
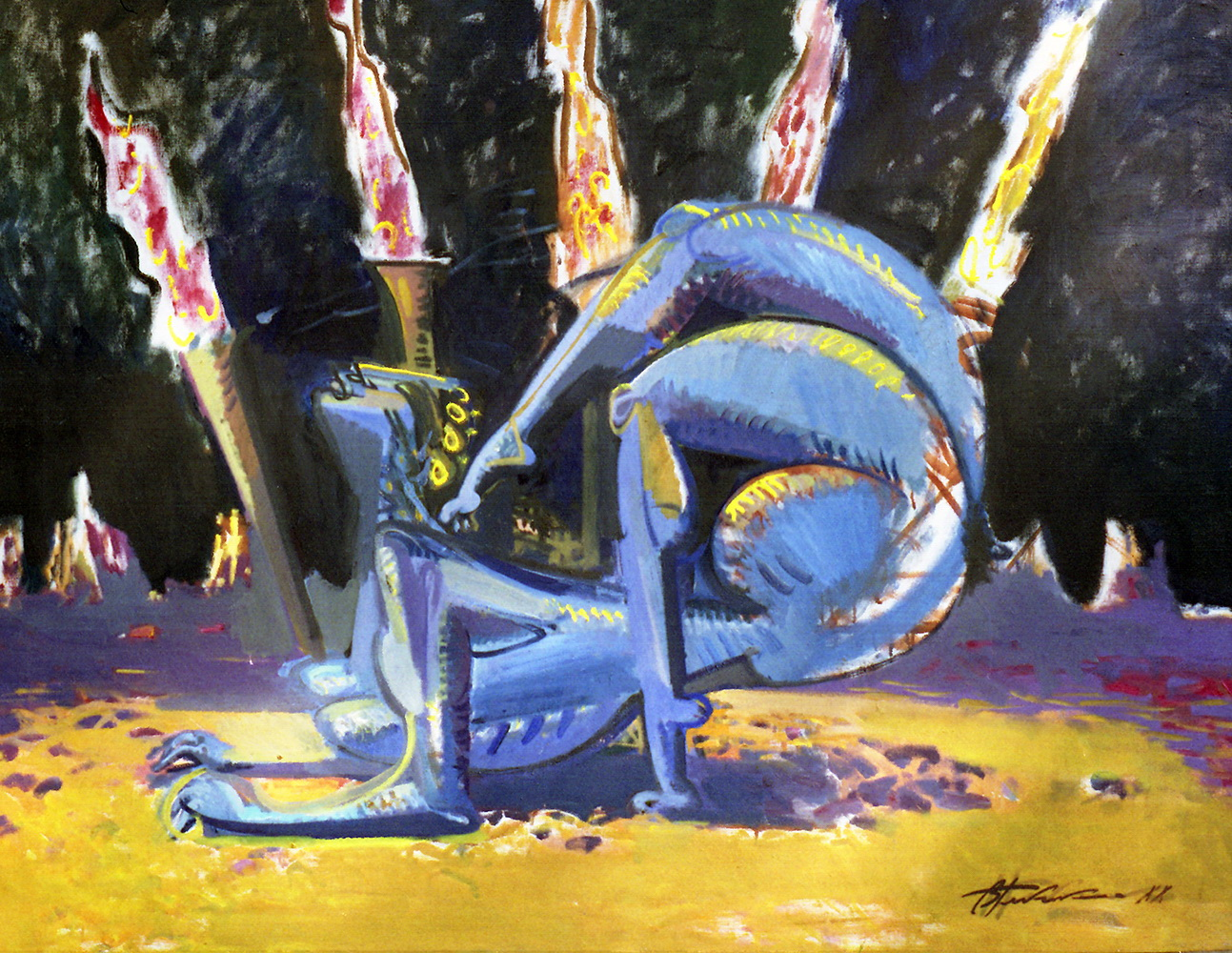
"Жінка-Змія", 140 х 160, см, полотно, олія, 1988
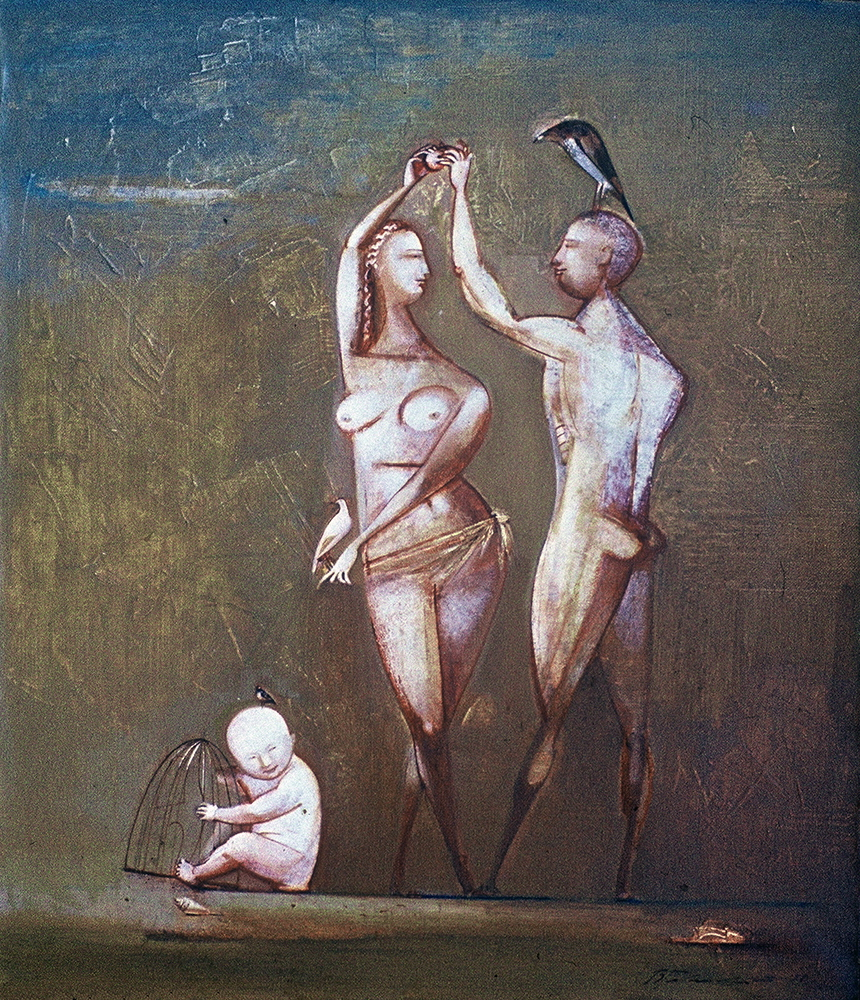
"Ігри з персонажами", 90 х 85, см, полотно, олія, 1988
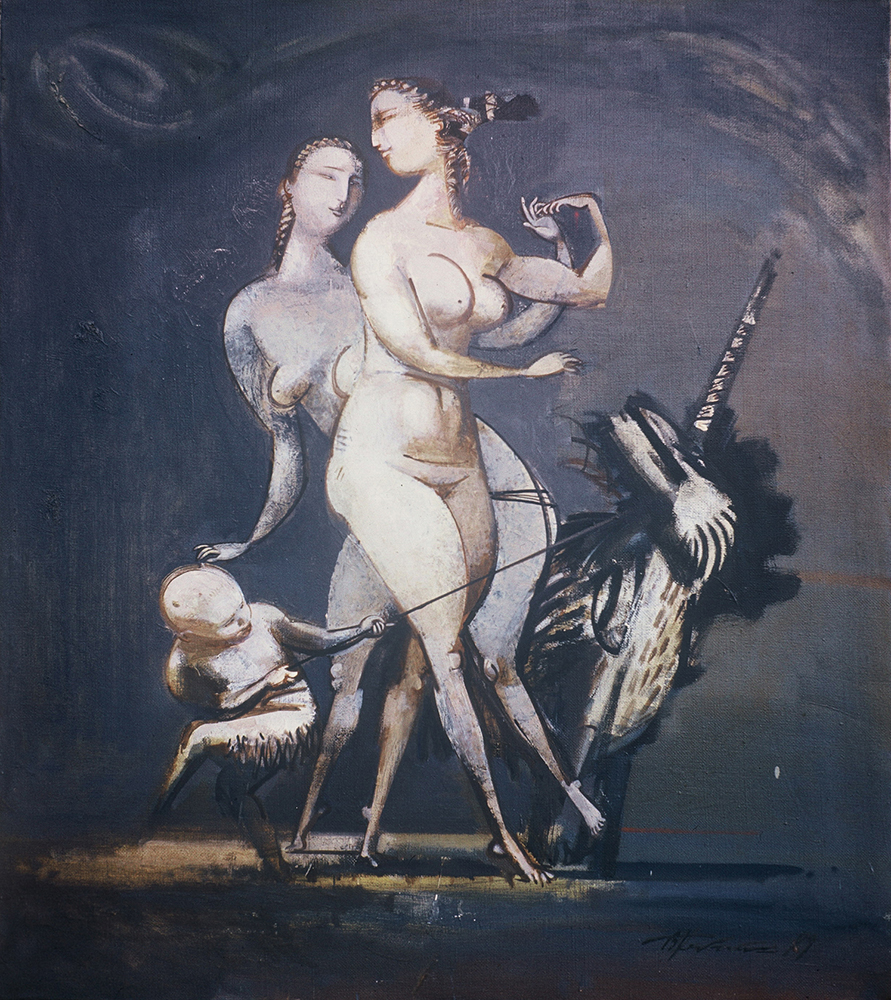
"Ігри з персонажами", 90 х 85, см, полотно, олія, 1988
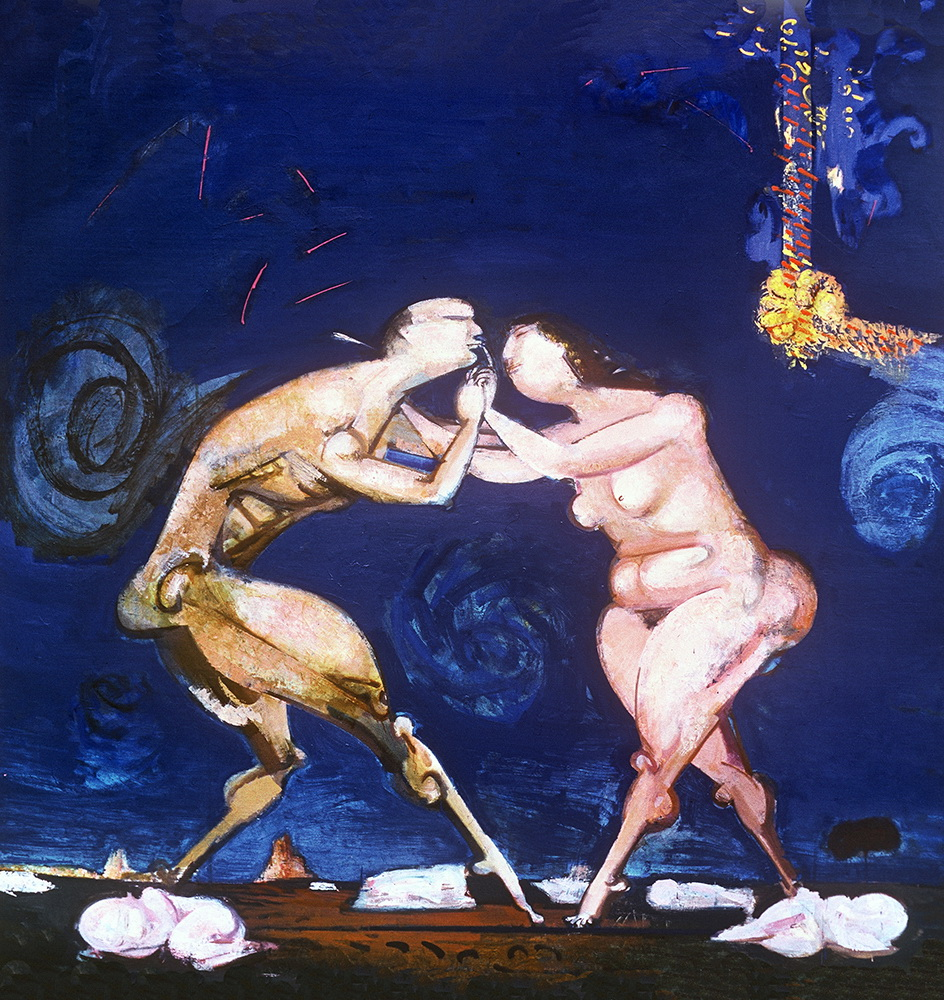
"Поцілунок крадькома", 180 х 170, см, полотно, олія, 1988
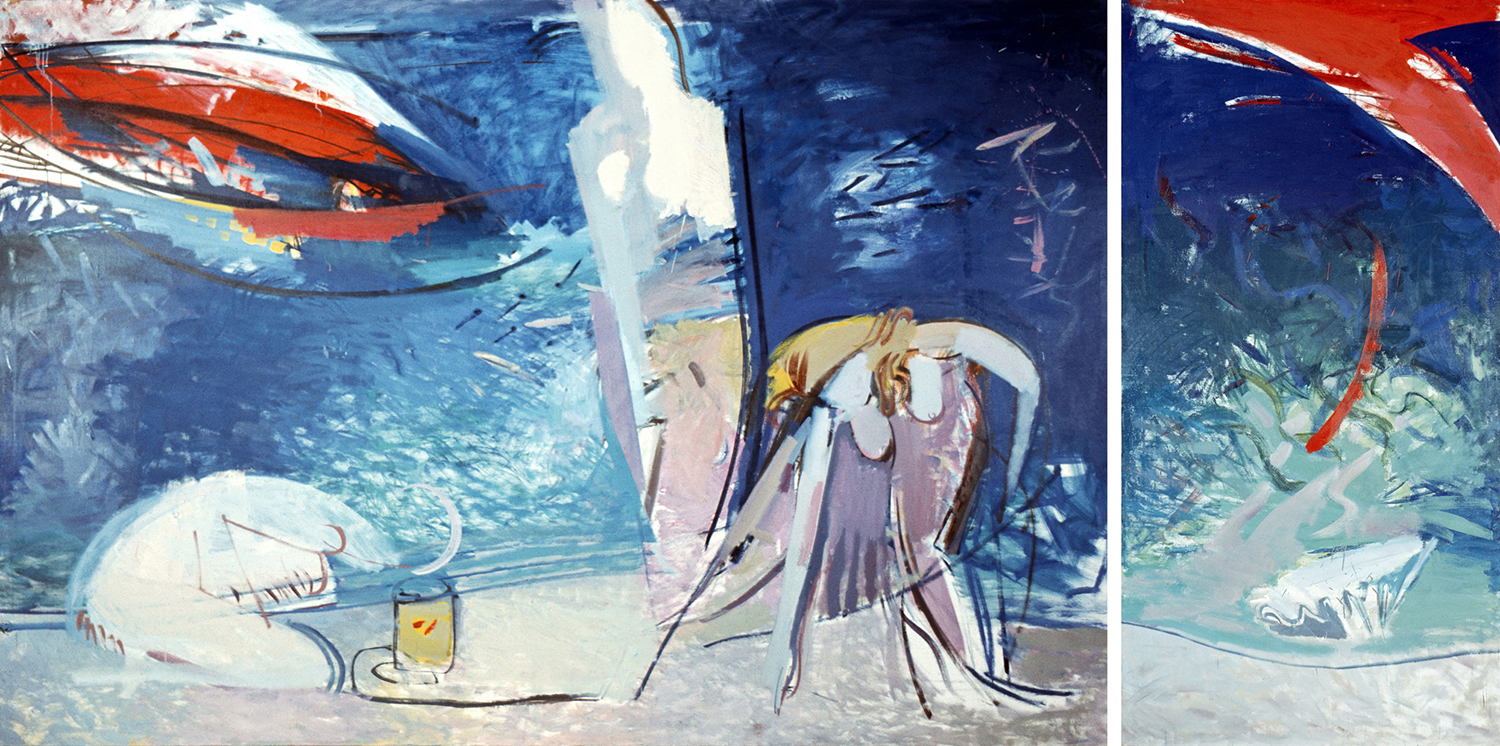
"Берег невиявлених персонажів" (диптих), 200 х 400 см, полотно, олія, 1989
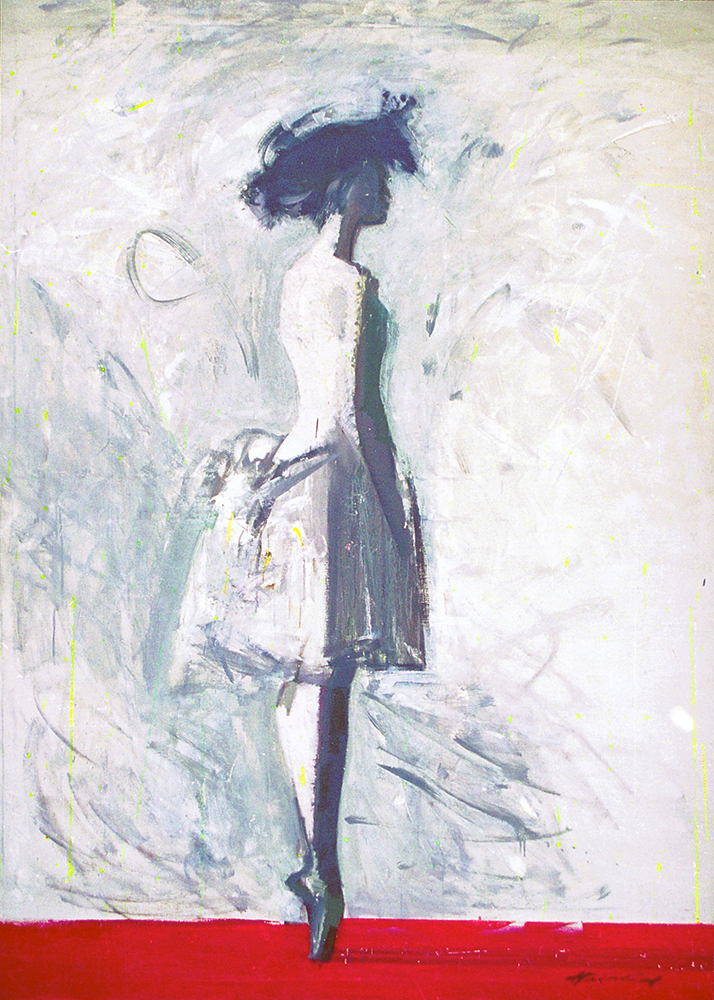
"Балерина", 200 х 150 см, полотно, олія, 1989
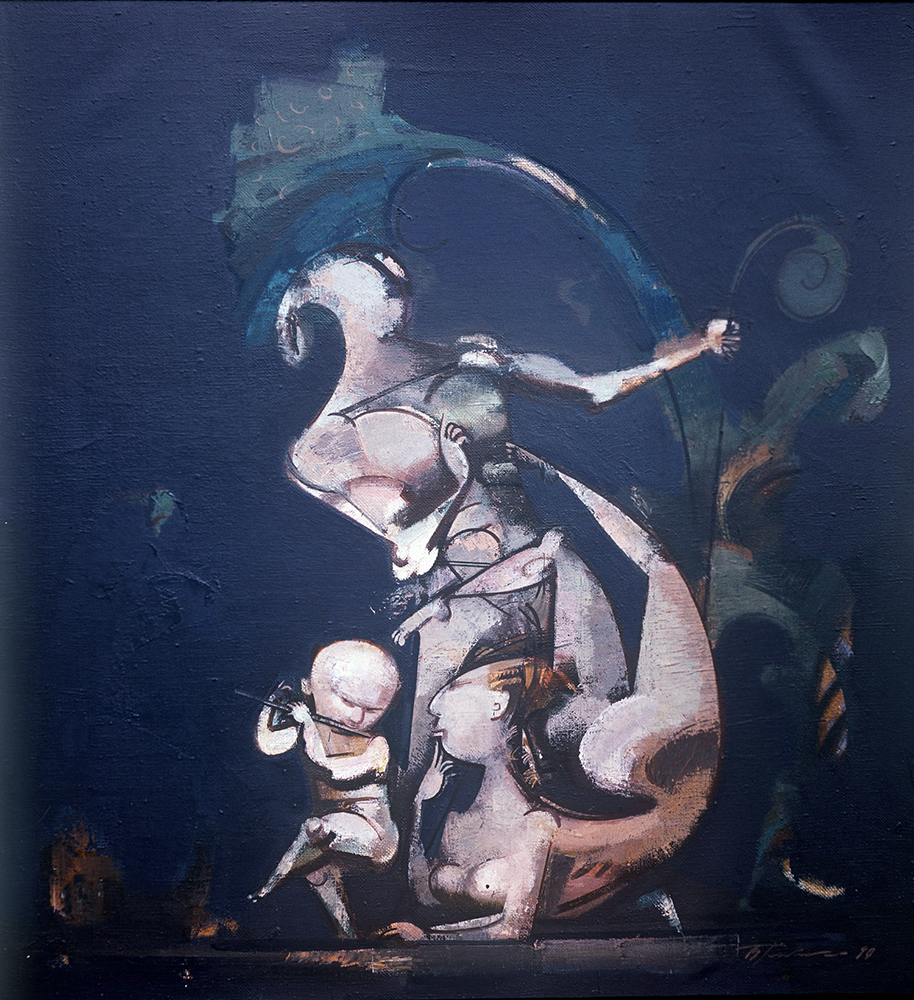
"Ігри з персонажами", 90 х 85, см, полотно, олія, 1989
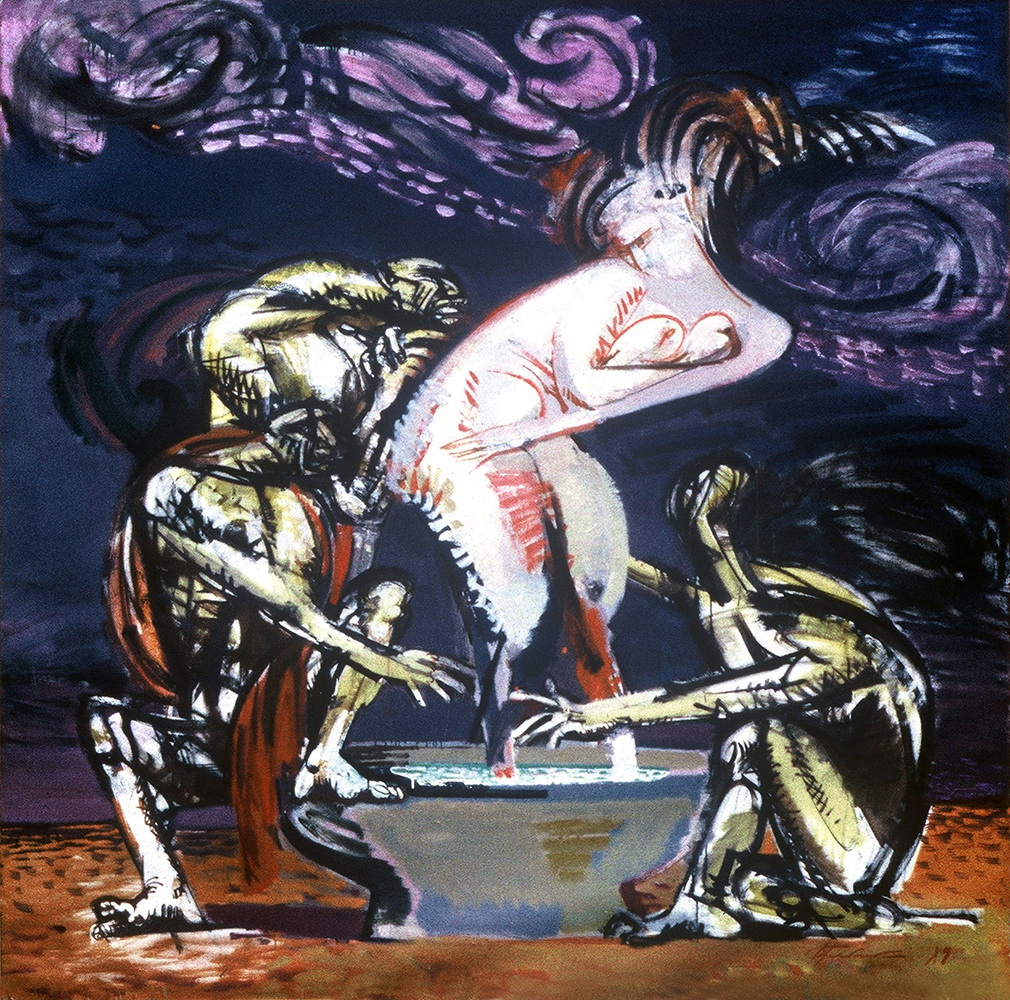
"Сусса і старці", 200 х 200, см, полотно, олія, 1989
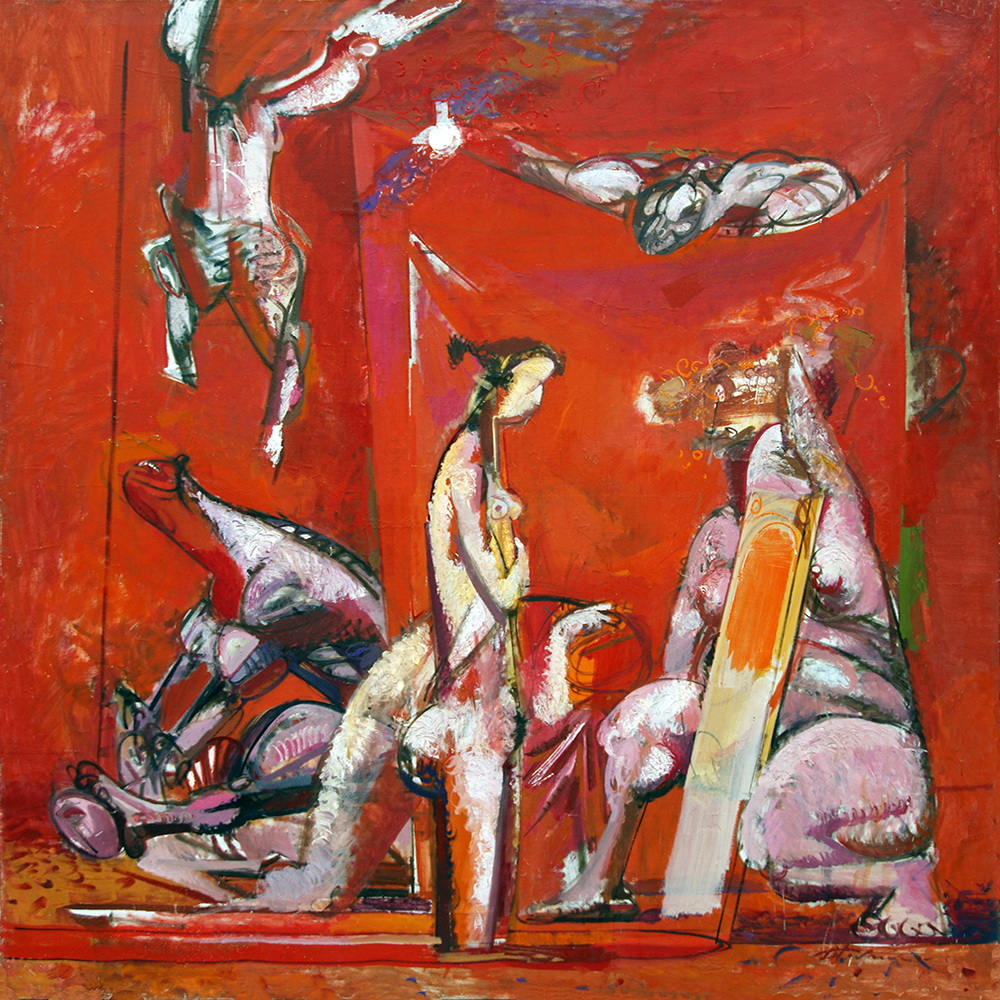
"Червона кімната", 200 х 200, см, полотно, олія, 1989
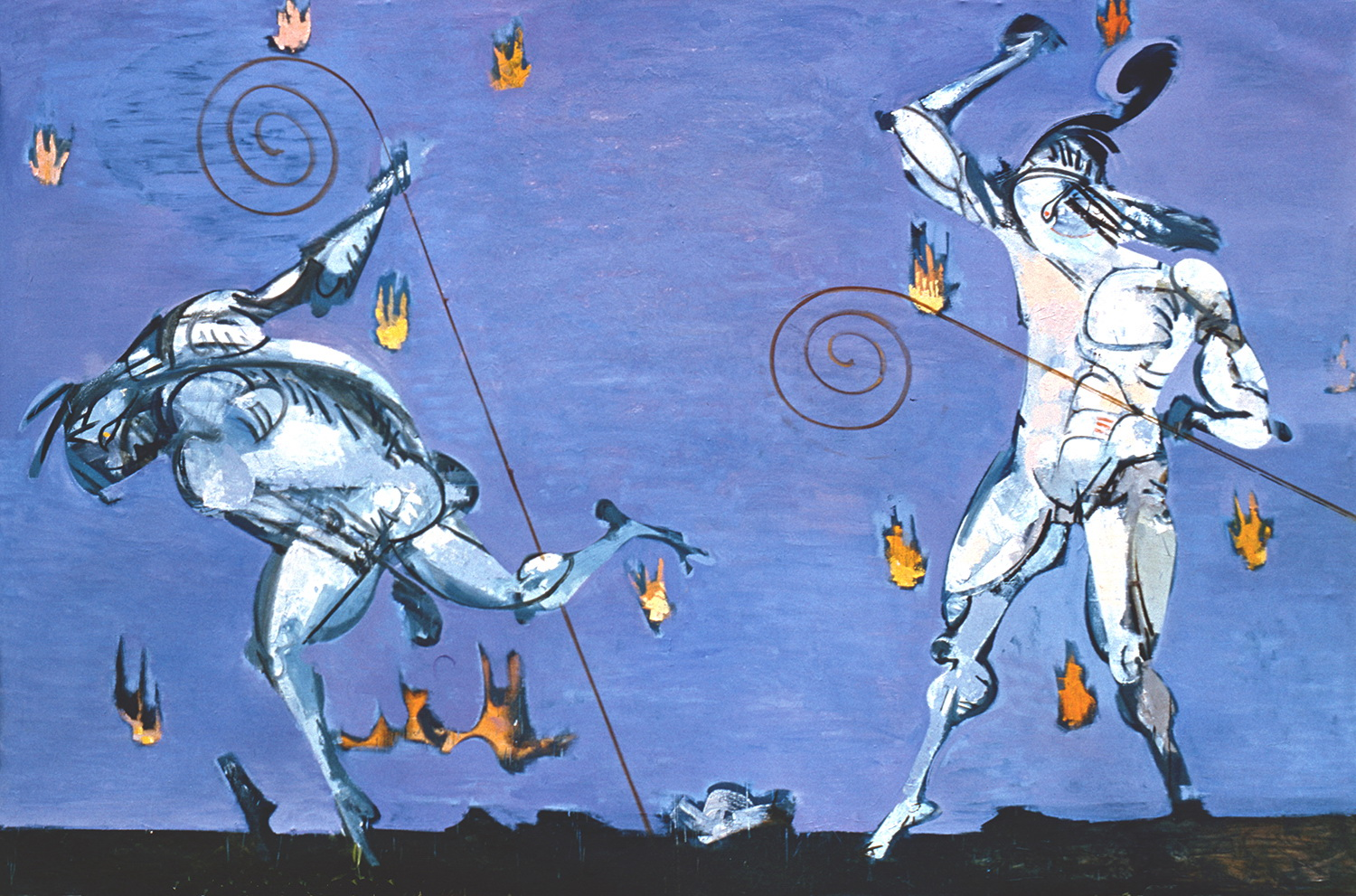
"Відмова від благодаті", 200 х 300, см, полотно, олія, 1989
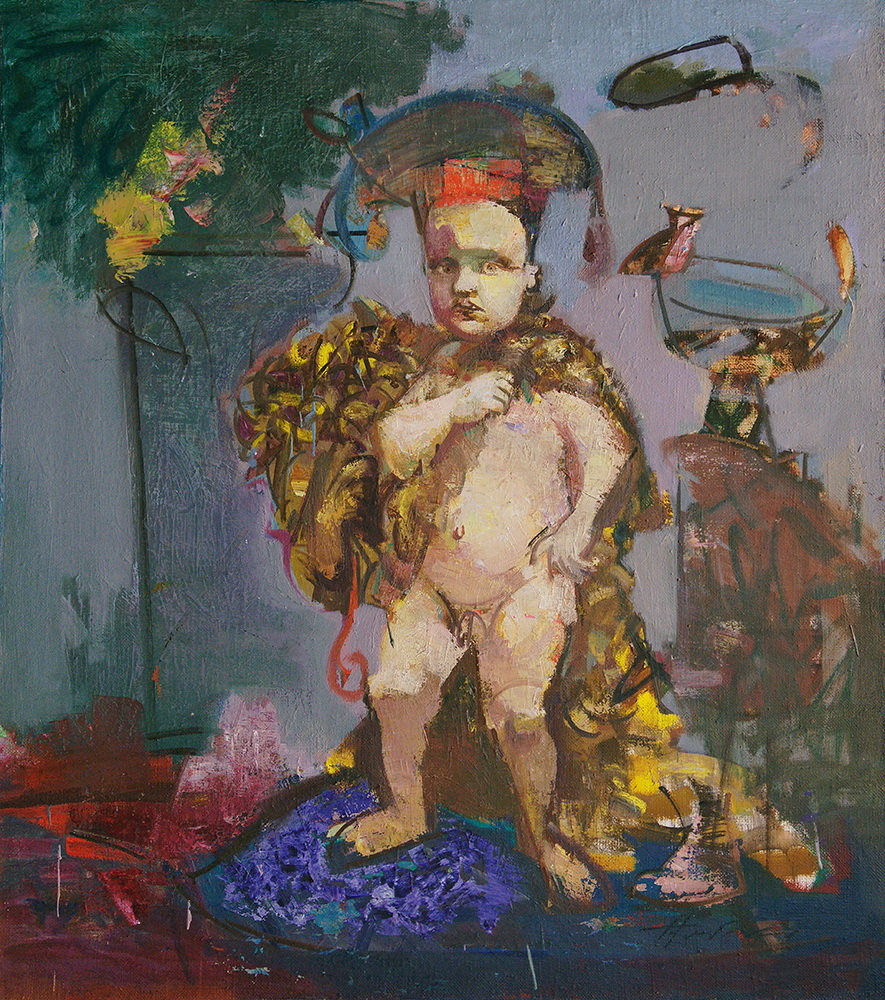
"Самсончик". Із серії "Героїчні пупсики", 80 х 60 см, полотно, олія, 1989
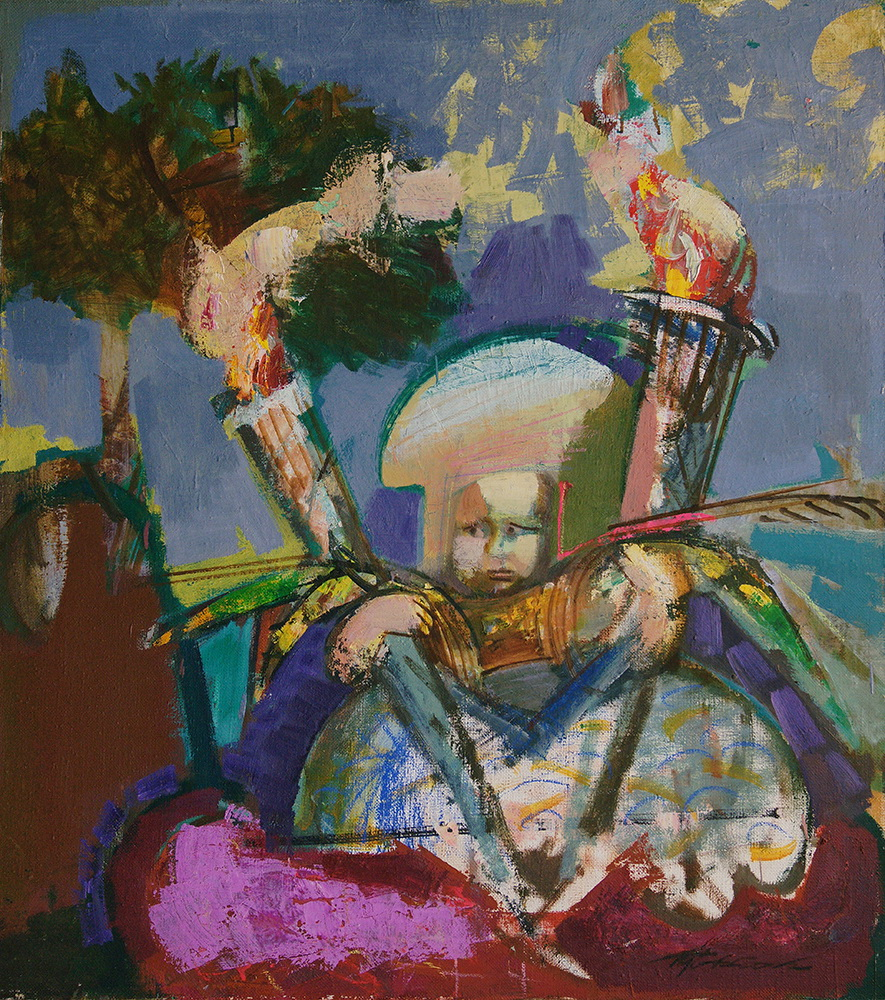
"Його крихітка". Із серії "Героїчні пупсики", 80 х 60 см, полотно, олія, 1989
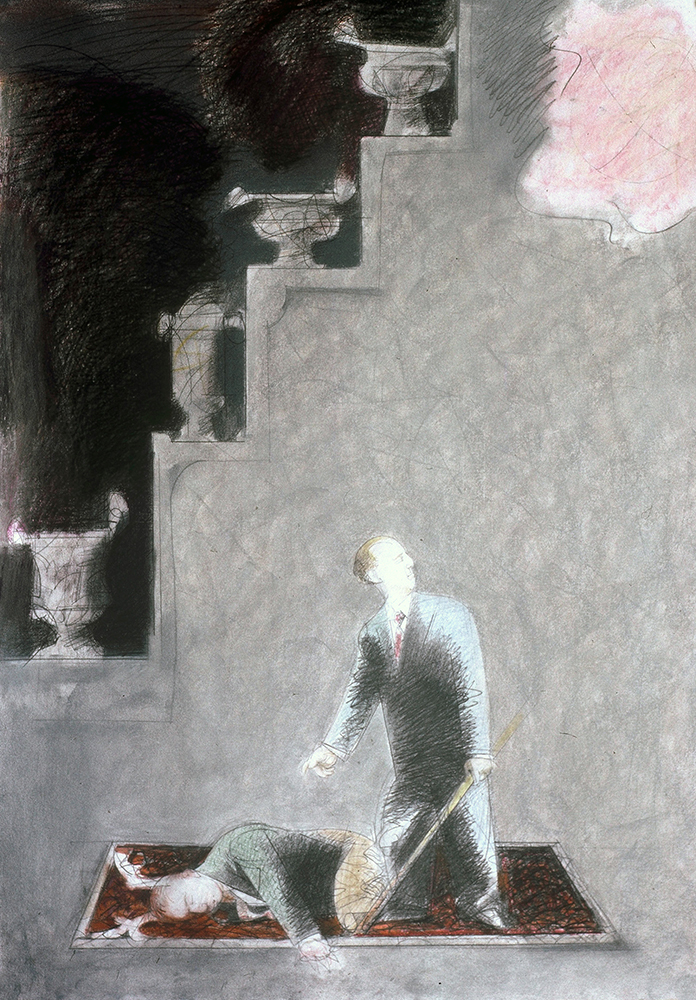
"Принц", 65 х 50, см, папір, пастель, олівці, 1994
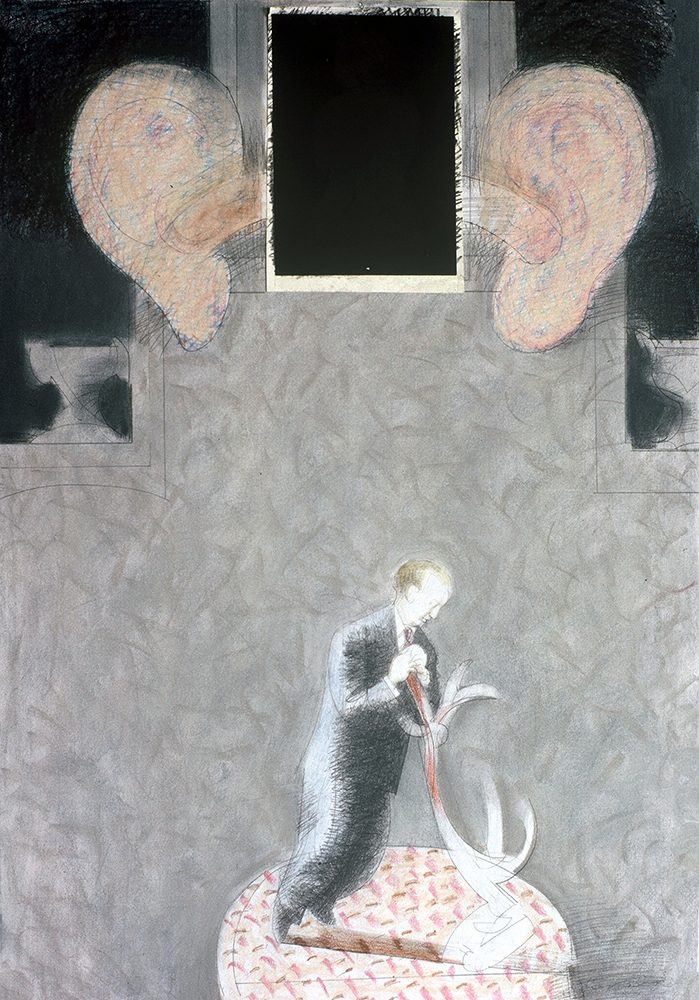
"Принц", 65 х 50, см, папір, пастель, олівці, 1994
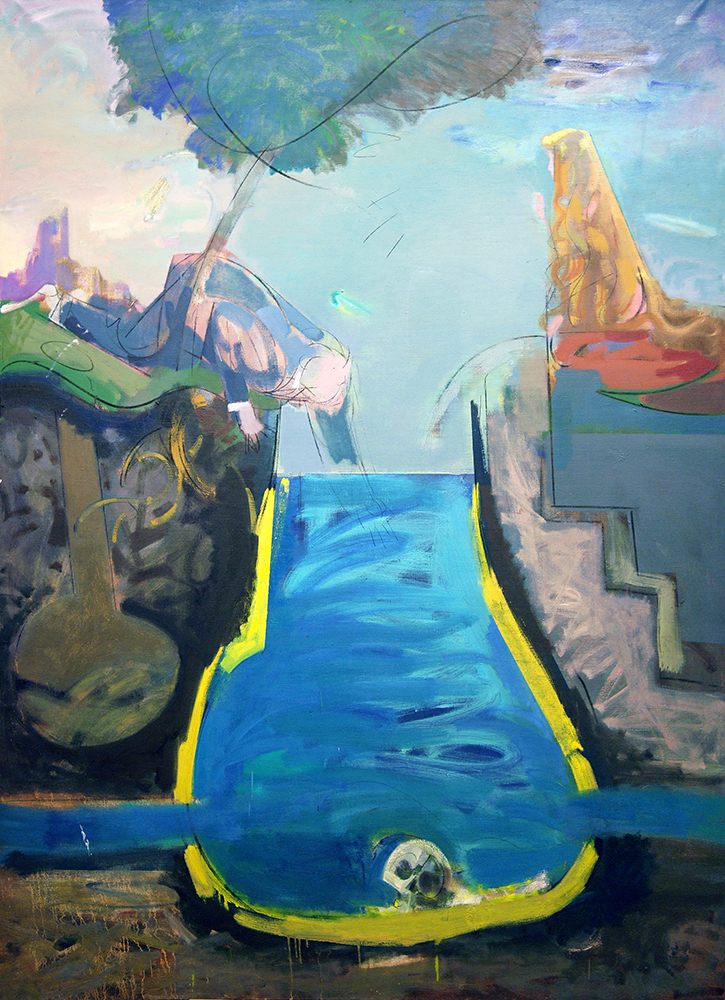
"Купорос", 196 х 146 см, полотно, олія, 2008